# Птолемей (сын Андромаха)
Птолемей сын Андромаха (др.-греч. Πτολεμαίος Ἀνδϱομάχου) — предполагаемый внебрачный сын царя Птолемея II Филадельфа от его любовницы Билистихи. Участник битвы при Андросе, позже наместник Эфеса. Убит восставшими фракийскими наёмниками.

## Биография
Птолемей сын Андромаха известен из фрагментарно уцелевшего папируса pHaun 6. На папирусе были написаны биографии нескольких представителей царского рода Лагидов. На, предполагаемом, первом фрагменте папируса говорится о неком Птолемее, после имени которого стоит число 5 и сказано, что он также известен как сын Андромаха. Согласно другой реконструкции, Птолемей известный как Андромах. Также, в папирусе упоминается участие в битве при Андросе и насильственная смерть в Эфесе.
Ещё первый редактор папируса, Т. Ларсен, связывал смерть Птолемея с эпизодом описанным Афинеем из Навкратиса в своём труде «Пир мудрецов»:

Птолемей, сын царя Филадельфа, начальник войска в Эфесе, держал при себе гетеру Ирину. Когда эфесские фракийцы составили против него заговор, и он укрылся в храме Артемиды, Ирина разделила с ним его убежище, и когда его убили, то она, хватаясь за колотушки храмовых дверей, орошала алтари своей кровью, пока её тоже не зарезали.

Питер Фрейзер отметил, что Птолемеем сыном Андромаха звали жреца-эпонима Александрии в 251/0 году до н. э.

## Патроним или эпитет
Вопрос об интерпретации слова Андромахой, которое идёт после имени Птолемея, является объектом научной дискуссии. Пауль Маас первым связал это слово с битвой при Андросе. По его мнению, Птолемей отличился в этой битве и получил эпитет, связанный с местом битвы. Д. Крампа указал, что битва окончилась поражением египетских войск. Поэтому он предположил, что прозвище Птолемея могло иметь иронические значение, подобно тому как Марк Антоний Критский получил свой агномен из-за неудачи в войне.
Итальянский учёный Марио Сегре первым предположил, что данное слово является патронимом и что Птолемей кроме царственного отца имел в некотором смысле ещё одного отца — Андромаха. Хотя учёный и не высказывался на тему, кем мог быть этот Андромах. Число 5 после имени, учёный интерпретировал как порядковый номер по старшинству сыновей Птолемея II. Что подразумевает существование одного или двух неизвестных науке сыновей.

### Комментарии
1. ↑  Существуют трактовки и о позитивном значении агномена.